# Phaeoceros fimbriatus
Phaeoceros fimbriatus là một loài rêu trong họ Anthocerotaceae. Loài này được Gottsche Gradst. mô tả khoa học đầu tiên năm 1979.